# پوپینا (ترستنیک)
پوپینا (به صربی: Popina) یک منطقهٔ مسکونی در صربستان است که در Trstenik واقع شده‌است. پوپینا ۳۸۴ نفر جمعیت دارد.